# Smittina purpurea
Smittina purpurea är en mossdjursart som först beskrevs av Walter Douglas Hincks 1881.  Smittina purpurea ingår i släktet Smittina och familjen Smittinidae. Inga underarter finns listade i Catalogue of Life.